# 阿卜杜拉耶·迪亚涅-法耶
阿卜杜拉耶·迪亚涅-法耶（法語：Abdoulaye Diagne-Faye，1978年2月26日—）是一名塞內加爾足球運動員，司職中堅，亦可推前擔任防守中場。

## 生平
2011年夏季戴安尼菲爾約滿史篤城被放棄，6月14日成為舊上司艾拿戴斯上任韋斯咸領隊後首名簽入的球員，艾拿戴斯曾於任教保頓及紐卡素時先後兩次引進戴安尼菲爾。
2012年5月23日於韋斯咸取得重返英超的資格後，於季內擔任第三選擇中堅的戴安尼菲爾遭到棄用。2012年7月20日戴安尼菲爾免費加盟另一支英冠球隊侯城，簽約1年。
2013年5月16日，剛獲升上英超資格的侯城與戴安尼菲爾續簽一年合約。

## 外部連結
- 足球数据库：戴安尼菲爾的球员统计数据
- Diagne-Faye's profile on Sitercl.Com